# Erioptera euzona
Erioptera euzona är en tvåvingeart som beskrevs av Alexander 1970. Erioptera euzona ingår i släktet Erioptera och familjen småharkrankar.
Artens utbredningsområde är Tanzania. Inga underarter finns listade i Catalogue of Life.